# 罗家镇 (南昌市)
罗家镇，是中华人民共和国江西省南昌市青山湖区下辖的一个乡镇级行政单位。

## 简介
罗家镇的集镇罗家街通常被称为罗家集，这里是罗氏的发源地，镇政府曾经驻地在此。

## 历史沿革
1949年为南昌县二区罗家乡，1958年为超美公社；1961年建置罗家镇，1968年改为罗家公社，1972年分为罗家镇和罗家乡；1980年5月罗家镇划归郊区（今青山湖区）管辖，1986年2月将南昌县管辖的罗家乡划归给郊区并和罗家镇合并。
1997年，该镇面积80.6平方千米，人口12万，辖罗家街、谢埠街2个居委会及梧岗、胡家、佛塔、京川、石桥、义坊、岗下、秦坊、棠溪、慈母、胡坊、枫下、板溪、沈桥、黎明、联胜、月坊、观田、殷王、竹山、货场、濡溪、前湖、楼付、赵坊、坝桥、罗家、白兰28个行政村；镇政府驻罗集街。
2001年9月南昌昌东工业区成立，将梧岗村、胡家村、佛塔村、京川村、石桥村、义坊村、沈桥村以及黎明村划归给其管理。
2001年12月，将月坊村、联胜村划归京东镇管辖。
2012年9月17日罗家镇政府驻地由冈下村搬至罗家二路古镇大厦内。

## 行政区划
罗家镇下辖以下地区：
罗家社区、谢埠社区、江南社区、新量刃社区、岗下村、白兰村、秦坊村、棠溪村、慈母村、胡坊村、枫下村、板溪村、观田村、殷王村、竹山村、货场村、濡溪村、前湖村、楼付村、赵坊村、坝桥村、罗家村、江西省电力设备总厂家委会、江氨家委会、省水文地质队家委会和省林运公司家委会。

## 人口
2000年第五次全国人口普查罗家镇总人口116719人，户籍人口113397人，居住在本地的户籍人口100030人。
2010年第六次全国人口普查罗家镇常住人口55192人。

## 交通
公路有昌东大道、解放东路（ 002县道）、 035县道主干道；铁路南昌钢铁厂支线穿过 002县道。
公交有206路、316路（206的夜间区间车）、109路、115路1号、115路2号、115路3号、115路4号、130路。
南昌地铁2号线规划延伸到罗家集。